# José Ramón de Leyva
José Ramón de Leyva, né en 1747 à Santa Fe de Bogota et mort le 19 juillet 1816 à Santa Fe de Bogota, est un militaire espagnol. Comme de nombreux autres Espagnols, il se rallie à la cause des colonies américaines qui souhaitent leur indépendance. Lors de la campagne de Nariño dans le sud, il est nommé commandant en second de l'armée et contribue aux victoires lors des batailles du Alto Palacé, de Juanambú, de Calibío et de Tacines.